# Svanens trumpet
Svanens trumpet (engelsk originaltitel: The Trumpet of the Swan) är en barnbok av E.B. White som publicerades 1970. Översatt till svenska av Kerstin och Olle Backman 2009. Den räknas som en av tidernas mest populära barnböcker.
Boken filmatiserades 2000 som Svanen och trumpeten. Filmen fick rätt dåliga recensioner.

## Handling
Det föds femlingar i en trumpetarsvanfamilj men det visar sig att den yngste sonen, Louie, inte kan trumpeta. Han kan inte få fram det minsta lilla pip, och det blir ett jättestort problem när han vill uppvakta Serena, den sötaste svan han någonsin sett. En dag får Louies pappa en idé som kanske kan hjälpa Louie att trumpeta till sist – han stjäl en trumpet och ger den till sonen, som med hjälp av sin bästa vän, den 11-årige pojken Sam Beaver, lär sig att spela den och till sist får efterlängtad kontakt med Serena.